# Julius Onah
Julius Onah (Makurdi, Benue, 10 de fevereiro de 1983) é um cineasta e um ator ocasional nigeriano-americano. Seus trabalhos conhecidos no cinema são The Cloverfield Paradox (2018) e Luce (2019). Também dirigiu Captain America: Brave New World, do Universo Cinematográfico Marvel.

## Biografia
Onah nasceu em Makurdi, no estado de Benue, na Nigéria. Seu pai, Adoga Onah, era um diplomata nigeriano. Ele foi criado nas Filipinas, Nigéria, Togo e Reino Unido antes de se mudar para o Condado de Arlington, na Virgínia. Onah se formou na Washington-Lee High School em Arlington, VA e recebeu seu B.A. em teatro pela Wesleyan University em Middletown, Connecticut. Ele completou um M.F.A. do programa de pós-graduação em cinema da Tisch School of the Arts da New York University, onde foi selecionado como Dean's Fellow. Ele também recebeu a prestigiada bolsa de estudos da Fundação Jack Kent Cooke.
Seu irmão gêmeo, Anthony Onah, também é diretor, com seu primeiro longa-metragem, The Price, lançado em 2017.

## Carreira
O trabalho de Onah foi exibido em festivais ao redor do mundo, incluindo Sundance, Berlim, Tribeca, Londres, Dubai, Los Angeles, Melbourne e Camerimage. No verão de 2010, ele foi selecionado como um dos "New Faces of Independent Film", da revista Filmmaker. Em 2013, ele foi selecionado como um dos 10 "Up and Up Feature Directors" do Studio System e das 13 celebridades africanas para assistir da revista Forbes. Enquanto estava no programa de pós-graduação da NYU, ele concluiu seu primeiro longa como tese, The Girl Is in Trouble (2015), com o produtor executivo Spike Lee, apresentando Alicja Bachleda, Wilmer Valderrama, Columbus Short e Jesse Spencer. Onah foi anteriormente escalado para dirigir a adaptação para o cinema de suspense Brilliance da Legendary Pictures, que David Koepp escreveu com Will Smith e Noomi Rapace para estrelar como protagonistas.
Ele então dirigiu The Cloverfield Paradox (2018) com o produtor J. J. Abrams. Seu último filme, Luce, com Naomi Watts, Octavia Spencer, Tim Roth e Kelvin Harrison Jr., estreou no Festival Sundance de Cinema de 2019. Ele deve dirigir o thriller Bad Genius, um remake do filme tailandês de 2017 de mesmo nome. Também dirigiu Captain America: Brave New World, lançado em 2025, o quarto filme do Capitão América no Universo Cinematográfico Marvel, com Anthony Mackie estrelando no papel titular.

## Filmografia
| Ano  | Título                           | Diretor | Roteirista | Produtor |
| ---- | -------------------------------- | ------- | ---------- | -------- |
| 2015 | The Girl Is in Trouble           | Sim     | Sim        | Sim      |
| 2018 | The Cloverfield Paradox          | Sim     | Não        | Não      |
| 2019 | Luce                             | Sim     | Sim        | Sim      |
| 2025 | Captain America: Brave New World | Sim     | Não        | Não      |

## Open Continents
Open Continents é um projeto de mídia global que inclui curtas, longas-metragens, videoclipes e trabalhos de televisão de Onah.
| Continente    | Título | País    | Tema             | Ano  |
| ------------- | --- | ------- | ---------------- | ---- |
| EUROPE        | SZMOLINSKY (Berlin Film Festival, SXSW Click, Melbourne Film Festival)                                          | Germany | Euro Tales       | 2008 |
| EUROPE        | NIE PATRZ WSTECZ (London Film Festival, Camerimage Grand Jury Award)                                            | Poland  | Euro Tales       | 2008 |
| EUROPE        | DRIK NU AGNES                                                                                                   | Denmark | Euro Tales       | 2011 |
| AFRICA        | GOODBYE CHICKEN, FAREWELL GOAT (Los Angeles Film Festival, Mill Valley Film Festival, True/False Film Festival) | Nigeria | African Days     | 2010 |
| AFRICA        | BIG MAN (Dubai Film Festival, New York Times, Los Angeles Film Festival)                                        | Nigeria | African Days     | 2012 |
| NORTH AMERICA | SHE WAITS IN THE RESTLESS HORIZON                                                                               | USA     | New York Streets | 2005 |
| NORTH AMERICA | LINUS (MTVu Film of the Week, 1st Place Calvin Klein Short Film Competition)                                    | USA     | New York Streets | 2007 |
| NORTH AMERICA | THE GIRL IS IN TROUBLE                                                                                          | USA     | New York Streets | 2015 |
| NORTH AMERICA | MEDITATIONS/A LOVE STORY                                                                                        | USA     | American Lives   | 2004 |
| NORTH AMERICA | THE BOUNDARY (Amnesty International Movies That Matter, Best Director NBC Short Cuts, HBO)                      | USA     | American Lives   | 2008 |
| NORTH AMERICA | "BROKEN ARROWS" (Avicii)                                                                                        | USA     | American Lives   | 2015 |
| NORTH AMERICA | LUCE | USA     | American Lives   | 2019 |
| NORTH AMERICA | THE CLOVERFIELD PARADOX                                                                                         | USA     | Hollywood Lights | 2018 |